# Фрунзенское сельское поселение (Крым)
Фрунзенское се́льское поселе́ние (укр. Фрунзенське сільське поселення, крымскотат. Фрунзе кой юрту, Багъайлы кой юрту) — муниципальное образование в составе Сакского района Республики Крым России.
Поселение состоит из единственного населённого пункта, села Фрунзе.

## География
Поселение расположено на юге района, в степном Крыму, на берегах Каламитского залива Чёрного моря и озера Богайлы, в низовье долины реки Тереклав. На востоке и юге граничит с Симферопольским районом, на севере — с Ивановским сельским поселением.
Площадь поселения 49,84 км².
Основная транспортная магистраль: автодорога 35К-009 Саки — Орловка (по украинской классификации Т-0104).

## Население
| 2001  | 2014  | 2015  | 2016  | 2017  | 2018  | 2019  |
| ----- | ----- | ----- | ----- | ----- | ----- | ----- |
| 3107  | ↘3044 | ↗3051 | ↗3064 | ↘3026 | ↘3020 | ↘3010 |
| 2020  | 2021  |       |       |       |       |       |
| ↗3016 | ↘2871 |       |       |       |       |       |

## История
В период с 1 января по 1 июня 1977 года был образован Фрунзенский сельский совет.
С 12 февраля 1991 года сельсовет в восстановленной Крымской АССР, 26 февраля 1992 года переименованной в Автономную Республику Крым. С 21 марта 2014 года в составе Крыма аннексировано Россией. Законом «Об установлении границ муниципальных образований и статусе муниципальных образований в Республике Крым» от 4 июня 2014 года территория административной единицы была объявлена муниципальным образованием со статусом сельского поселения.